# Marnie Alton
Marnie Alton (* vor 1999 in Edmonton, Alberta, Kanada) ist eine kanadische Schauspielerin.

## Leben
Ihren ersten TV-Auftritt hatte Marnie Alton 1999 in der Serie Outer Limits – Die unbekannte Dimension. Später folgten erste Filme, wo sie eine feste Rolle bekam. So stand sie neben Jean-Claude Van Damme in Replicant und  in In Hell – Rage Unleashed vor der Kamera. Sie spielte eine Hauptrolle in der von  Serie Exes and Ohs, die das Leben einer lesbischen Clique in Seattle in komödiantischer Manier erzählt. Marnie Alton ist auch als Sängerin und Songschreiberin aktiv.

## Filmografie (Auswahl)
- 1999: Outer Limits – Die unbekannte Dimension (The Outer Limits, Fernsehserie, eine Folge)
- 2001: Josie and the Pussycats
- 2001: Replicant
- 2003: In Hell – Rage Unleashed (In Hell)
- 2005: Volcano – Hölle auf Erden
- 2006–2009: Exes and Ohs (Fernsehserie)
- 2008: Size Matters (Kurzfilm)
- 2009: Shadowheart
- 2010: The Cross-Stitch (Kurzfilm)
- 2011: Kits (Fernsehfilm)